# Шаттенкирк, Кевин
Ке́вин Майкл Ша́ттенкирк (англ. Kevin Michael Shattenkirk; 29 января 1989 года, Гринуич, Коннектикут, США) — американский хоккеист, защитник. Обладатель Кубка Стэнли 2020 года.

## Игровая карьера

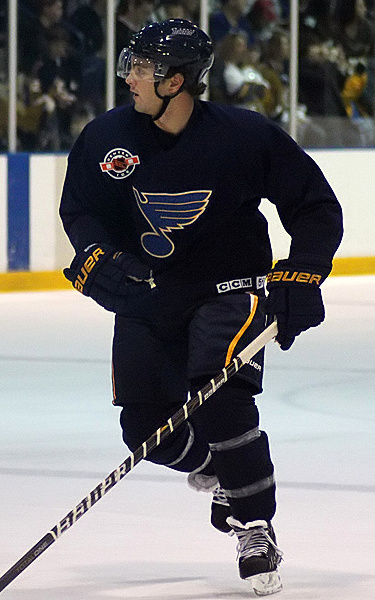
Шаттенкирк в 2011 году

Кевин был выбран в 2007 году в 1 раунде под общим 14-м номером командой «Колорадо Эвеланш». Хоккейную карьеру на любительском уровне начал в Молодёжной хоккейной организации Нью-Джерси. После окончания школы Брансуик в Гринуиче оказался в юниорской сборной США. Затем играл за команду Бостонского университета — «Бостон Университет Террьерз», выступающей в Восточной хоккейной ассоциации Национальной ассоциация студенческого спорта.
Уже во втором сезоне он помог своей команде выиграть чемпионат по хоккею среди мужчин Национальной ассоциация студенческого спорта. В конце сезона 2008/2009, вместе с Брайаном Стрэйтом назначен ассистентом капитана.
После поражения от команды университета Мэна, в полуфинале Восточной хоккейной ассоциации, Шаттенкирк подписал контракт новичка с «лавинами».
Профессиональный дебют Шаттенкирка состоялся в АХЛ, 7 апреля 2010 года в игре за «Лейк Эри Монстерз» (фарм-клуб «Колорадо Эвеланш»). Соперниками «Лейк Эри» был клуб «Абботсфорд Хит». В том матче Шаттенкирк сделал результативную передачу, а затем реализовал послематчевый буллит, тем самым внеся вклад в победу над соперником. 4 ноября 2010 года Кевин дебютировал в НХЛ в матче против «Ванкувер Кэнакс», в «Пепси-центр» — домашней арене «Колорадо Эвеланш».
Кевин стал одним из двенадцати новичков, включенных в состав на Матч всех звёзд НХЛ 2011 года.
В феврале 2011 года Кевин Шаттенкирк вместе с Крисом Стюартом и правом выбора во втором раунде драфта были обменяны в «Сент-Луис Блюз» на Эрика Джонсона, Джея Макклемента и правом выбора в первом раунде драфта. Вскоре провёл свой первый матч за «Сент-Луис», в игре против «Анахайм Дакс».
Во время локаута в НХЛ играл вместе со своим партнёром по команде Крисом Расселом в финской SM-liiga за клуб ТПС.
26 июня 2013 года заключил новый контракт с «Сент-Луис Блюз», сроком на 4 года, общей стоимостью 17 млн долл.
27 февраля 2017 года был обменян в «Вашингтон Кэпиталз». Вместе с «Вашингтоном» завоевал Президентский кубок, но в плей-офф стал одним из худших защитников команды наряду с Бруксом Орпиком и не помог пройти дальше 2-го раунда.
После окончания сезона «Вашингтон» не стал предлагать игроку новый контракт и как неограниченно свободный агент Шаттенкирк подписал 4-летний контракт на $ 26,6 млн с «Нью-Йорк Рейнджерс».
В первом сезоне в составе «Рейнджерс» провёл 46 матчей, после чего из-за разрыва мениска пропустил весь оставшийся чемпионат. Второй сезон в составе «синерубашечников» также не удался игроку. Проведя 73 матча в регулярном чемпионате, Шаттенкирк набрал всего 28 (2+26) очков. В межсезонье клуб выкупил контракт хоккеиста, чтобы разгрузить платёжную ведомость. 5 августа 2019 года подписал однолетний контракт с клубом «Тампа-Бэй Лайтнинг».

## Международные выступления
Играл на чемпионате мира среди юниоров 2007 года, в составе сборной США, которая смогла занять второе место на турнире, а сам Шаттенкирк был включён в символическую сборную и назван лучшим защитником турнира.
В 2009 году играл на молодёжном чемпионате мира, был ассистентом капитана своей команды. На том чемпионате Шаттенкирк стал ведущим защитником в составе сборной США, забросил 1 шайбу и отдал 8 результативных передач. Но несмотря на это сборная США заняла лишь 5-е место.
После завершения своего дебютного сезона в НХЛ, Кевин был приглашён в национальную сборную на чемпионат мира 2011 года, который проходил в Словакии. В матче открытия поучаствовал в крупной победе над сборной Австрии, забросив одну из шайб. Матч закончился со счётом 5-1 в пользу американцев. по итогам турнира сборная США покинула заняла 8-е место, проиграв в четвертьфинале чехам со счётом 4-0. Сам Шаттенкирк в 7 матчах заработал 3 (1+2) очка.
В составе сборной США принимал участие в хоккейном турнире на Зимних Олимпийских играх 2014 в Сочи, где американцы заняли итоговое 4-е место, а сам Шаттенкирк в 6 матчах отдал 3 результативные передачи.

## Статистика
| Легенда | Легенда                    | Легенда | Легенда                   | Легенда | Легенда    |
| ------- | -------------------------- | ------- | ------------------------- | ------- | ---------- |
| И       | Количество проведённых игр | Штр     | Штрафное время            | +/−     | Плюс-минус |
| Г       | Голы                       | П       | Голевые передачи          | О       | Очки       |
| -       | Статистика неизвестна      | —       | Статистика не учитывалась |         |            |

## Вне льда
У Кевина есть старший брат — Кит Шаттенкирк, который то же играл в хоккей, но только на любительском уровне, за команду Принстонского университета.